# Maj 2012

## 31 maja
- Powróciła na Ziemię (zwodowała na Pacyfiku) kapsuła komercyjnego statku kosmicznego Dragon firmy SpaceX. W dniach 25-31 maja jako pierwszy statek komercyjny Dragon był połączony z Międzynarodową Stacją Kosmiczną w ramach lotu testowego przed rutynowymi lotami zaopatrzeniowymi. (kosmonauta.net)

## 30 maja
- IUPAC zatwierdziła oficjalne nazwy dwóch nowych pierwiastków: flerovium i livermorium (iupac.org)

## 29 maja
- Jan Karski został pośmiertnie uhonorowany przez Baracka Obamę, prezydenta Stanów Zjednoczonych, Medalem Wolności. Odznaczenie odebrał Adam Daniel Rotfeld. (muzhp.pl)

## 27 maja
- Film Miłość w reżyserii Michaela Haneke otrzymał Złotą Palmę podczas 65. Międzynarodowego Festiwalu Filmowego w Cannes. (Polityka, Gazeta Wyborcza)
- Kanadyjczyk Ryder Hesjedal zwyciężył w 95. edycji wyścigu kolarskiego Giro d'Italia. (Sport.pl)

## 26 maja
- Szwecja wygrała Konkurs Piosenki Eurowizji 2012 dzięki piosence Loreen Euphoria. (Eurovision.tv)

## 25 maja
- W ramach drugiego lotu próbnego statku kosmicznego Dragon po raz pierwszy w historii doszło do połączenia komercyjnego statku kosmicznego z Międzynarodową Stacją Kosmiczną. (kosmonauta.net)

## 22 maja
- Rozpoczął się drugi próbny lot amerykańskiego komercyjnego statku kosmicznego Dragon. (Polskie Radio, NASA)

## 20 maja
- Rosja pokonała Słowację w finale mistrzostw świata w hokeju na lodzie. (Sport.pl)

## 19 maja
- Vive Targi Kielce zostały mistrzem Polski w piłce ręcznej w sezonie 2011/2012, pokonując w play-offach Wisłę Płock. (onet.pl)
- Chelsea F.C. wygrała Ligę Mistrzów UEFA w sezonie 2011/2012, pokonując w finale Bayern Monachium. (onet.pl)

## 15 maja
- Pierwszy raz był obchodzony Światowy Dzień Chorych na stwardnienie guzowate. (Newsweek)

## 6 maja
- Śląsk Wrocław został piłkarskim Mistrzem Polski. (tvp.pl)
- François Hollande wygrał wybory prezydenckie we Francji.  (Gazeta.pl)

## 2 maja
- Węgierskie Zgromadzenie Narodowe wybrało na prezydenta Jánosa Ádera. (onet.pl)
- Obraz Krzyk Edvarda Muncha został sprzedany na aukcji za rekordową kwotę 119,9 milionów dolarów. (The New York Times)